# ريد بل براغانتينو ب
ريد بل براغانتينو ب هو نادي كرة قدم برازيلي محترف مقره براغانكا باوليستا، ساو باولو. يلعب الفريق حاليًا في دوري الدرجة الثالثة لمنطقة ساو باولو ‏، المستوى الثالث من دوري كرة القدم ولاية ساو باولو. ولأنه أيضًا الفريق الاحتياطي لريد بول براغانتينو، فإنه يلعب في كامبيوناتو برازيليرو دي أسبيرانتس ‏ تحت اسم ريد بول براغانتينو.
تأسس النادي في 19 نوفمبر 2007 بإسم ريد بل برازيل، وهو مملوك لشركة ريد بل. بسبب فشل خطة الوصول إلى الدوري البرازيلي الدرجة الأولى، عقدت ريد بل شراكة مع أتليتيكو براغانتينو. ومع ذلك، لا تزال ريد بل برازيل نشط، وتعمل كفريق رديف لريد بل براغانتينو.

## تاريخ
في 26 مارس 2019، أعلن رئيس أتليتيكو براغانتينو عن اتفاقية شراكة مع ريد بول برازيل.
في 16 يناير 2023، غير ريد بل برازيل اسمه إلى ريد بل براغانتينو ب، ليكون بهذا الفريق الرديف لريد بل براغانتينو.

## وصلات خارجية
- الموقع الرسمي

لم يتم العثور على روابط لمواقع التواصل الاجتماعي.